# Ein steinreicher Mann
Ein steinreicher Mann (weitere Titel: Nur einmal im Leben und Das Hochzeitsgeschenk) ist ein zum Jahresende 1931 entstandenes, deutsches Filmlustspiel von Stefan Szekely mit Curt Bois in der Titelrolle. An seiner Seite spielt Dolly Haas die weibliche Hauptrolle. In tragenden Rollen sind Adele Sandrock und Liselotte Schaak besetzt.

## Handlung
Adele von Hahnenkamp ist eine Grande Dame wie sie im Buche steht. Die betagte Adelige möchte ihre geliebte Enkelin Ulla unbedingt mit einem Mann ihres Standes vermählen. Um dem Auserkorenen die Ehe mit Ulla schmackhaft zu machen, will Adele 10.000 Reichsmark als Mitgift drauflegen, und als weitere Beigabe lockt ein dicker Brillantring aus dem Familienschmuck, der einst von Peter dem Großen persönlich einem Mitglied der Familie überreicht worden war. Doch da die Zeiten gegen Ende der Weimarer Republik ausgesprochen schlecht sind und das Geld nicht gerade locker sitzt, plant Madame, von dem kostbaren Brillantring eine billige Kopie anfertigen zu lassen. Da Großmutter Adele niemandem über den Weg traut, setzt sie sich kurzerhand mit an die Werkbank des beauftragten Juweliers, um dem Gesellen, einem schmächtigen Bürschchen namens Curt Nickel, ganz genau auf die Finger zu sehen. 
Doch der junge Mann ist ein veritabler Schlemihl, ein Unglücksrabe allererster Güte mit zwei linken Händen und einem Hang zur Tollpatschigkeit. Trotz der Anwesenheit Adeles, die mit Argusaugen über die Werkarbeit wacht, ist der Diamant plötzlich verschwunden. Curt gerät prompt in den Verdacht, den wertvollen Klunker gestohlen zu haben. Da dieser jedoch trotz unmittelbarer Suchaktion nicht mehr auftaucht, wird angenommen, dass Curt das Kleinod kurzerhand verschluckt haben könnte. Frau von Hahnenkamp besteht auf eine Röntgenaufnahme, und tatsächlich ergibt die Untersuchung, dass sich etwas in Curts Magen befindet, was dort nicht hingehört. Madame ist im höchsten Maße echauffiert und verlangt vom Arzt augenblicklich eine Operation, was dieser jedoch ablehnt.
Curt soll, um an den Ring zu kommen, nun entweder zu einer Operation gedrängt werden oder diesen auf natürlichem Wege wieder ausscheiden. Und so wird er als vorübergehender Gast im Hause von Hahnenkamp einquartiert. Die anstehende Vermählung Ullas muss solange verschoben werden. Nickel weiß um seine Wichtigkeit und nimmt sich im Laufe der Zeit gegenüber der alten Dame des Hauses immer mehr heraus. Die gesamte Entwicklung ist Ulla von Hahnenkamp gar nicht so unrecht, denn sie ist an dem Ehemann in spe überhaupt nicht interessiert. Ihr Herz gehört vielmehr einem jungen Rechtsanwalt. Curt Nickel hat derweil die Herrschaft im Hause Hahnenkamp übernommen. Der vorübergehend steinreiche Mann nötigt der Familie sogar seine Teilnahme an einem Ball auf. 
Dort angekommen, fällt Curt, der doch eigentlich nur mit seiner Freundin Dolly eine flotte Rumba aufs Parkett legen möchte, rasch in die Hände dreier Ganoven, die ihn kidnappen. Die Gangster haben nämlich vom mutmaßlich wertvollen Mageninhalt des Entführten erfahren und drohen Curt ordentlich Prügel an. Derweil findet Dolly den Diamanten, der versehentlich in Nickels Hosenaufschlag gefallen war. Mit Hilfe der Polizei kann sie ihren Liebsten wieder befreien. Als letzten Akt möchte Curt der reizenden Ulla zu ihrem Glück verhelfen: Er droht Großmutter Adele dreist, den Diamanten nun wirklich zu verschlucken, sollte die alte Dame einer Hochzeit ihrer Enkelin mit dem geliebten, jungen Rechtsanwalt nicht zustimmen.

## Produktion

### Produktionsnotizen
Ein steinreicher Mann entstand in exakt einem Monat Drehzeit, zwischen dem 12. November und dem 12. Dezember 1931 und wurde am 13. Februar 1932 im Berliner Atrium-Kino uraufgeführt. Anlässlich des 90. Geburtstages von Curt Bois am 5. April 1991 wurde der Film am 8. April 1991 erstmals im deutschen Fernsehen (DFF) ausgestrahlt.
Universal-Produzent Joe Pasternak übernahm auch die Produktionsleitung. Die Produktionsfirmen waren die Tobis-Filmkunst GmbH (Berlin) und die Deutsche Universal-Film AG (Berlin). Die Filmbauten schufen Carl Böhm und Erich Czerwonski, die Kostüme entwarfen Ida Revelli und Hans Dupke. Komponist Theo Mackeben sorgte auch für die musikalische Leitung.

### Musiktitel
Folgende Musiktitel von Theo Mackeben mit Texten von Max Colpet wurden gespielt bzw. gesungen:
- Ein heißer Kuss, ein süßer Blick
- Ganoven-Song
- Es ist ein Mann in unserer Stadt
- Komm’, lass uns einen kleinen Rumba tanzen
- Wir sind die Presse-Fotografen

Diese Titel erschienen im Musik-Verlag Adolph Fürstner, Berlin.

### Wissenswertes
Ein steinreicher Mann war nicht nur Bois’ zweiter Tonfilm, den er kurze Zeit nach seinem Einstand Der Schlemihl abdrehte. Auch in dieser Produktion verkörperte er bereits einen notorischen Pechvogel. 
Eine Kopie des Films, schrieb der Autor und Filmkritiker Karlheinz Wendtland, sei anlässlich einer Retrospektive während der Filmfestspiele in den siebziger Jahren aus dem Staatsarchiv der damaligen DDR gekommen, da eine andere nicht mehr vorhanden sein dürfte. Mehrere Filmszenen habe man auch in der Sendung Willi Schwabes Rumpelkammer ausgestrahlt.

## Kritiken
Im Film-Kurier vom 13. Februar 1932 war Folgendes zu lesen: „Der Brillant, der einem im Magen liegt, sofern man ihn verschluckt haben sollte, ist kein so dankbares Requisit wie René Clairsche Hüte, Francscheine, fliegende Koffer, verfolgbare Westen und Hosen – alles dreht sich, alles bewegt sich um ihn, er selbst hakt imaginär verhärtet, operationsreif in einer Magenecke. (…) Wenn also der geliebte Gegenstand, der im bürgerlichen Weltfigurenfilm den tänzerischen Trubel entfachen soll, selbst nicht filmbeweglich wird, so muß der Schlucker ins Rollen gebracht werden; eine Curt-Bois-Rolle kommt dabei heraus.“
Die Filmwoche führte seinerzeit aus: „Der Film schloß mit einem mittleren Erfolg ab, beteiligt ist hieran in erster Linie die kleine Dolly Haas, deren spielerischer Charme dann und wann das einzelne Bild belebt. Leider gibt das verworrene und gedehnte Drehbuch ihr keine Möglichkeit, sich zu entfalten, und das wäre im Interesse des Films das beste gewesen. Denn weder Drehbuch noch Regie konnten sich anscheinend schlüssig werden, ob eine Groteske, Posse oder sonstwas hergestellt werden sollte. … In den Rollen sind zu verzeichnen: neben der entzückenden Dolly Haas Curt Bois, der nicht erwärmen kann, was vielleicht an der schrulligen Rolle liegt. Matt auch Adele Sandrock, wenig ergiebig Lieselotte Schaak.“
Karlheinz Wendtland befasste sich ebenfalls mit dem Film und schrieb, die vorhergehende Kritik sei „viel zu negativ gefaßt“ worden. „Von Mittelmäßigkeit“ könne „man hier nichts spüren“. Weiter hieß es: „Es ist vielmehr ein Film, der aus dem Rahmen fällt – in positivem Sinn!“ Das Paar Dolly Haas/Curt Bois sei „geradezu ideal“, Bois’ Rolle „‚schrullig‘ zu nennen“, treffe keineswegs, vielleicht ‚exzentrisch‘ oder ‚burlesk‘. Der Rezensent habe „offenbar kein Empfinden für die Kunst Curt Bois’“. Bois brauche „kaum Dialog, um komisch zu sein, sein Schweigen“ sei „beredt genug. Seine visuellen Gags“ seien „köstlich“. Auch würden beim Zuschauer „auf der sprachlichen Ebene Assoziationen geweckt, oft bewußt die falschen“. Köstlich gemacht sei auch die Szene, in der Bois und Haas Rumba tanzten. Überhaupt gebe es im Film „hübsche Szenen, an die man noch lange“ denke. Wendtland verweist zudem auf eine Kritik Hans Felds im Filmkurier vom 28. November 1931: „Bois glaubt man beides: Die Schüchternheit des gedrückten, vom Leben etwas zerknautschten jungen Mannes aus der Jettchen-Gebert-Welt – und die unfreiwillige Kühnheit, die ihn vor den Augen einer schönen Frau zum Löwen macht.“
In CineGraph stand in Curt Bois’ Biografie geschrieben: „Bois und Haas sind spaßig, aber nie durchgedreht – angeheitert, nie besoffen. Im Grunde ist der Film eine Angestelltenkomödie der Krisenzeit: Die Reichen versuchen, ihre Notjuwelen zu retten. Curt und Dolly, die kleinen Leute, schlagen dabei ihr kleines Glück heraus. Und ein Hauch von Groteske: zwei, drei kleine Auftritte, die Bois ganz allein gestaltet hat.“
Überaus positiv fiel auch die Kritik in der Zeitschrift Der Kinematograph aus: „Die Verbindung von Buster-Keaton-Groteske und Alt-Berliner Posse hat einen außerordentlich humoristischen Film ergeben, dessen Manuskript mit allen Mitteln der Komik hergestellt wurde. Die Handlung geht in tollen Possensprüngen vorwärts. Das unterste wird nach oben gekehrt und nichts ausgelassen, was zur Erheiterung der Zuschauer dienen könnte.“
Der Regisseur Szekely hat sich dieser Posse mit Glück und Geschick angenommen. Er lässt alle Vorkommnisse wirbelig und rasch herunterspielen, so dass der Zuschauer in keinem Augenblick die Konstruiertheit der Vorgänge merkt, sondern nur das tut, was von ihm verlangt wird, nämlich lachen, lachen und nochmals lachen.
Das Filmpodium war voll des Lobes: „Als anarchisches Dream Team sorgen Curt Bois und Dolly Haas unter der Regie von Stefan Székely für eine Sternstunde der deutschsprachigen Komödie. Versnobte Adlige, biedere Bürger und begriffsstutzige Gangster schlagen sich um den plötzlich begehrenswerten Habenichts, der jedoch viel lieber mit Dolly eine kleine Rumba tanzen will. Respektlose Komik, ein sicheres Gespür für Tempo und das unwiderstehliche Gespann Bois und Haas machen den Steinreichen Mann zu einem Juwel der Filmgeschichte.“
David Kleingers vom Filmportal merkte zu diesem Film in seinem Porträt über Dolly Haas an, sie sei „nicht nur das burschikose, anarchische Mädchen für alle Komödienfälle, die mit dem kongenialen Curt Bois in der wunderschön absurden Kolportage Ein steinreicher Mann eine kleine Rumba“ getanzt habe, gewesen.
Im Lexikon des Internationalen Films heißt es: „Filmhistorisch interessante musikalische Groteske aus dem Gesellschafts- und Unterweltmilieu der frühen 30er Jahre.“